# Playa gay

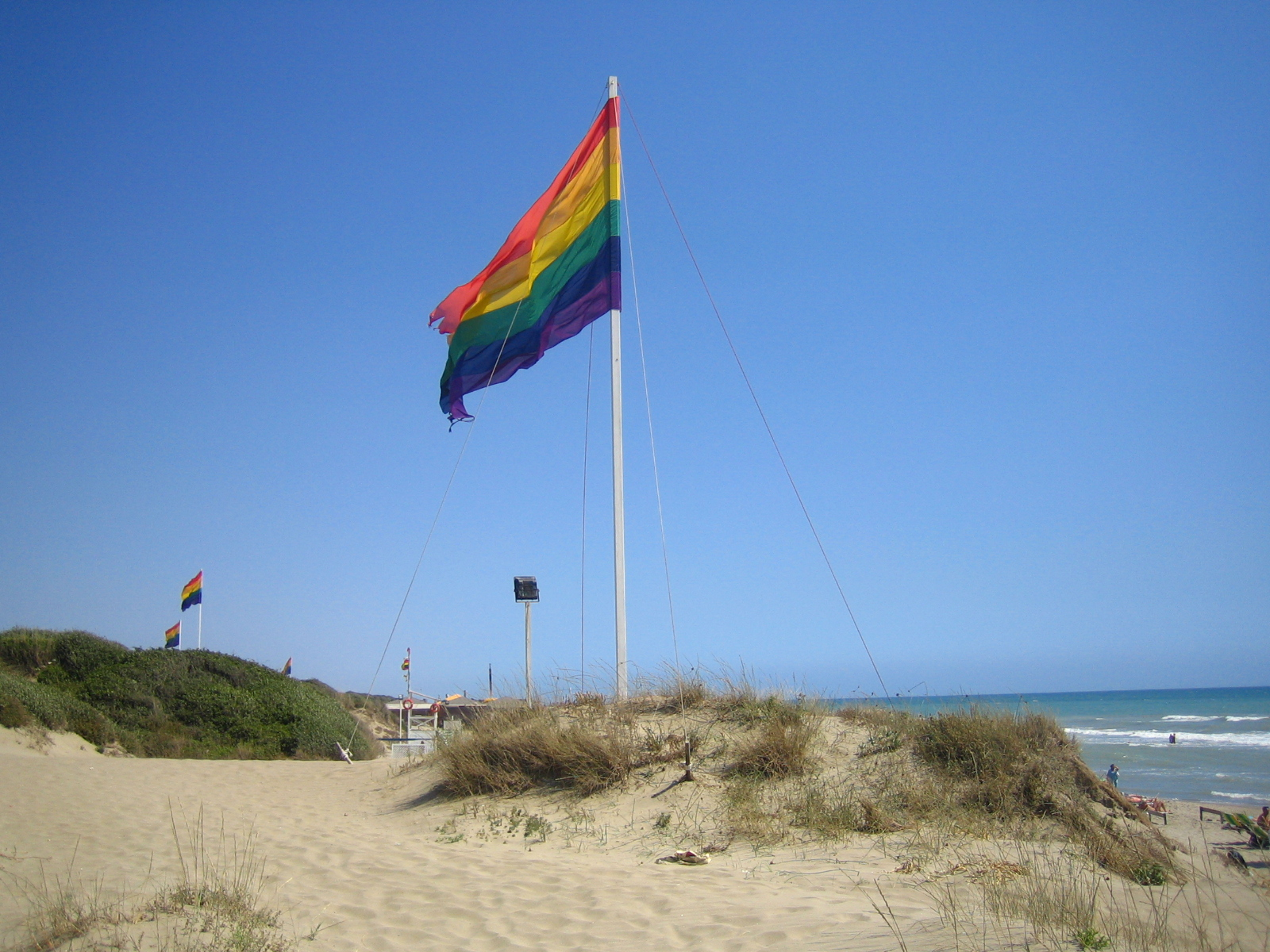
Bandera LGBT en la playa de Capocotta (Roma).

Una playa gay es una playa, o parte de una playa, conocida como lugar de sociabilidad homosexual, preferentemente masculina. También se utiliza el nombre de "playa homosexual", dado que también existen algunas playas lésbicas.

## Definición
La playa gay no está indicada como tal mediante señalización: son lugares donde los gays se encuentran y se reúnen de forma espontánea. Estos lugares fueron creados a través de canales comunitarios de discusión como prensa escrita, internet y lugares comunitarios.
El término "playa gay" a veces se refiere a una porción de playa: por ejemplo, la playa de Berck, en Francia, se compone de varios espacios, algunos con uso obligatorio de vestimenta, algunos naturistas y, entre ellos, algunos mixtos y otros gay.

## Características

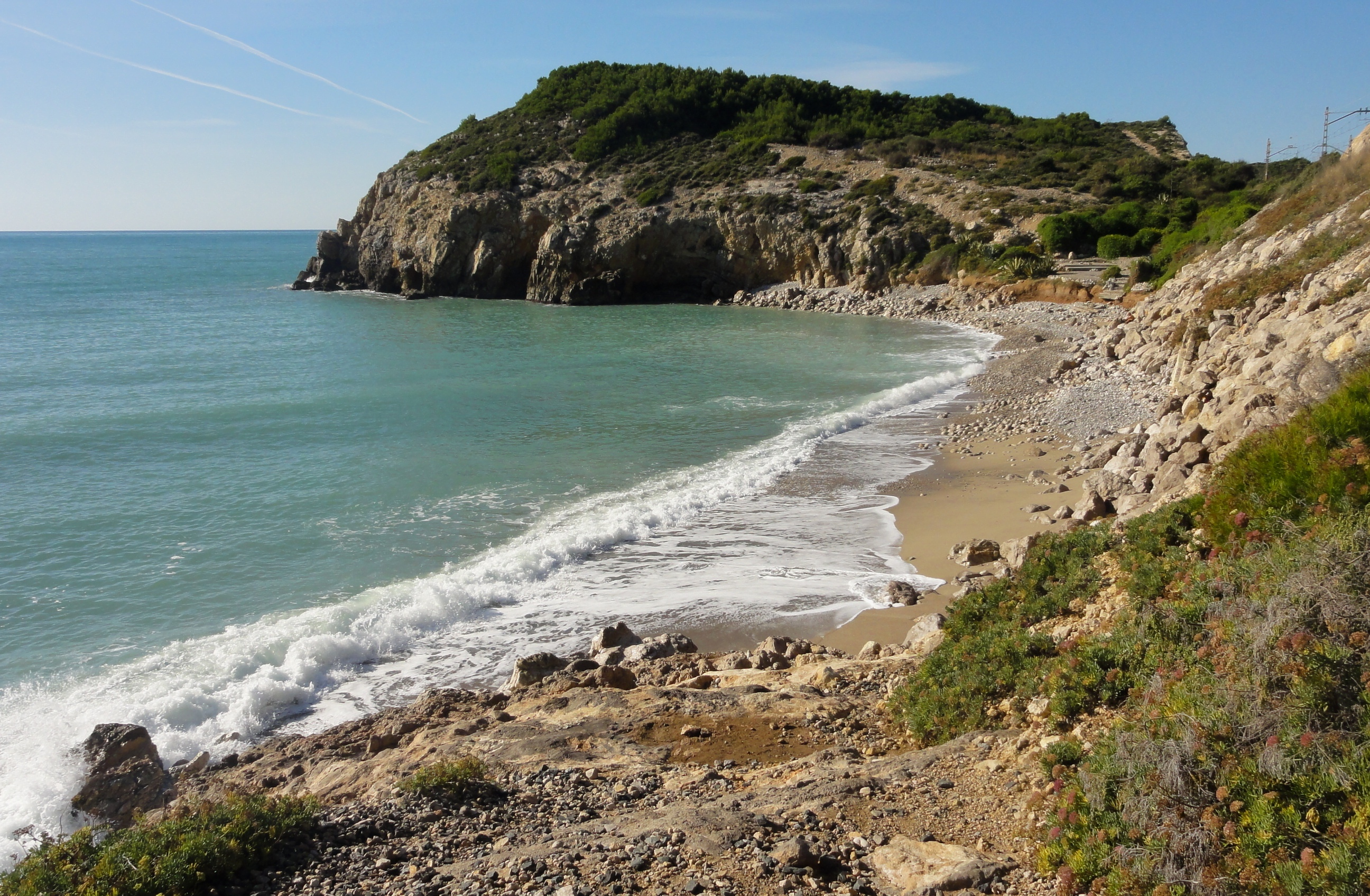
Playa del Hombre Muerto en Sitges en noviembre de 2010.

Las playas gay suelen ser también playas nudistas; sin embargo, existe un rechazo específico a la ocupación homosexual por parte de la comunidad nudista, que busca presentarse como mixta y no sexualizada. A pesar de esto, la playa también está fuertemente investida de la cultura gay con un poder erótico; es el lugar donde uno puede desnudarse y así inventar otras normas sociales. Desnudarse literalmente es también una forma simbólica de no esconderse más, es decir, de vivir abiertamente la propia homosexualidad; por ello, todas las portadas de la Spartacus International Gay Guide muestran a hombres homosexuales en la playa.
Una de las playas gay más antiguas es la Playa del Hombre Muerto en Sitges (España), frecuentada por hombres homosexuales, principalmente españoles e ingleses, desde los años 1930; su distancia del centro de la ciudad lo convierte en un lugar protegido de la mirada heterosexual. Este también fue frecuentado durante la época franquista, y la Guardia Civil hacía la vista gorda ante los desnudos, ilegales en la época, que se practicaban allí.
Otras playas, por el contrario, sólo son lugares de encuentro si no son descubiertas: es el caso, por ejemplo, de Turquía, donde la playa gay sólo existe mientras no intervenga una patrulla policial.
Además de la propia playa, se utilizan otros espacios, en particular para las relaciones sexuales: es el caso, por ejemplo, de las dunas, en particular la de Pilat, en Francia, pero también de lugares en desuso cerca de la costa o de las granjas de mejillones.
Estas playas están presentes en varias zonas litorales tradicionalmente turísticas: así, durante los años 1970, muchas playas se convirtieron en playas gay, como la isla de Levant en Francia, la isla de Sylt en Alemania, Ibiza en las Islas Baleares, y Mykonos en las Cícladas griegas.

### Distribución

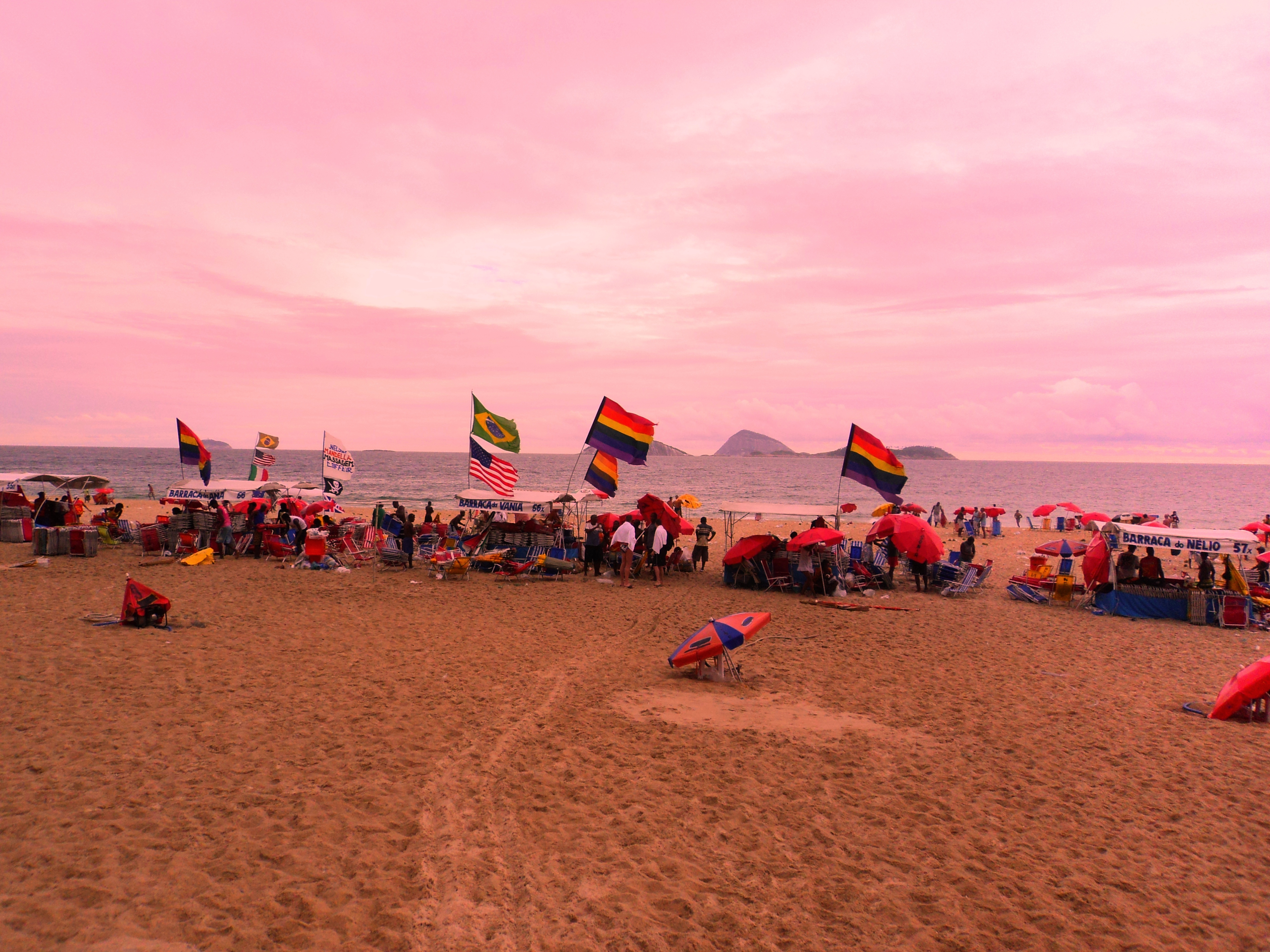
Zona gay en la playa de Ipanema (Río de Janeiro).

Algunas playas gay, tanto reconocidas oficialmente como aquellas que son consideradas como punto de encuentro entre homosexuales, son:
- Brasil
  - Ipanema (Río de Janeiro)[3]
  - Praia Mole (Florianópolis)
- Chile
  - Balsa Quelhue (Pucón)[4][5]
- España
  - Playa de Es Cavallet (Ibiza)[6]
  - Playa de Es Trenc (Mallorca)[7]
  - Playa del Hombre Muerto (Sitges)
  - Playa del Inglés (Maspalomas, Gran Canaria)
  - Playa del Bajondillo y Playa de Guadalmar (Torremolinos)
  - Playa de Pinedo (Valencia)
  - Playa del Rebollo (Guardamar del Segura, Alicante)
  - Playa de Liencres (Cantabria)
- México
  - Playa Los Muertos (Puerto Vallarta)[8]
- Perú
  - Playa de Pampachica (Iquitos)[9]
- Portugal
  - Praia 19 (Costa de Caparica)[10]

## Referencias culturales

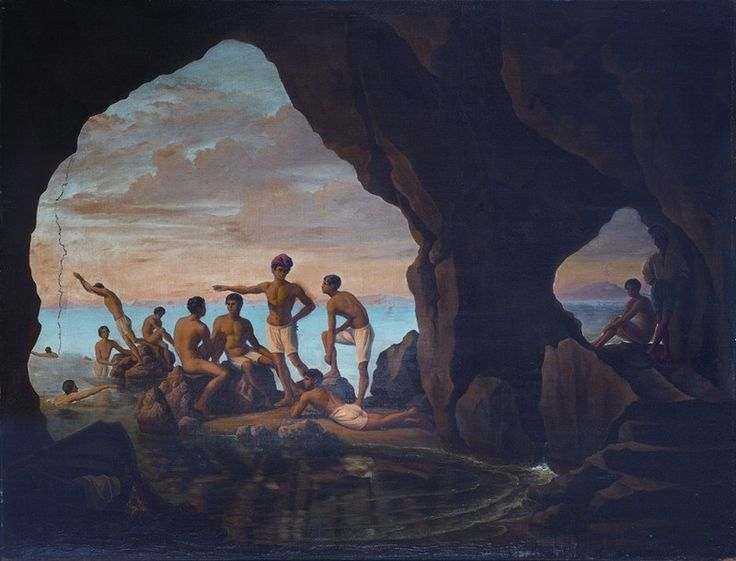
Pescadores bañándose en la Gruta Azul de Capri, pintura de 1837 por Ferdinand Flor, conservada en el Schwules Museum.

## Playas lésbicas

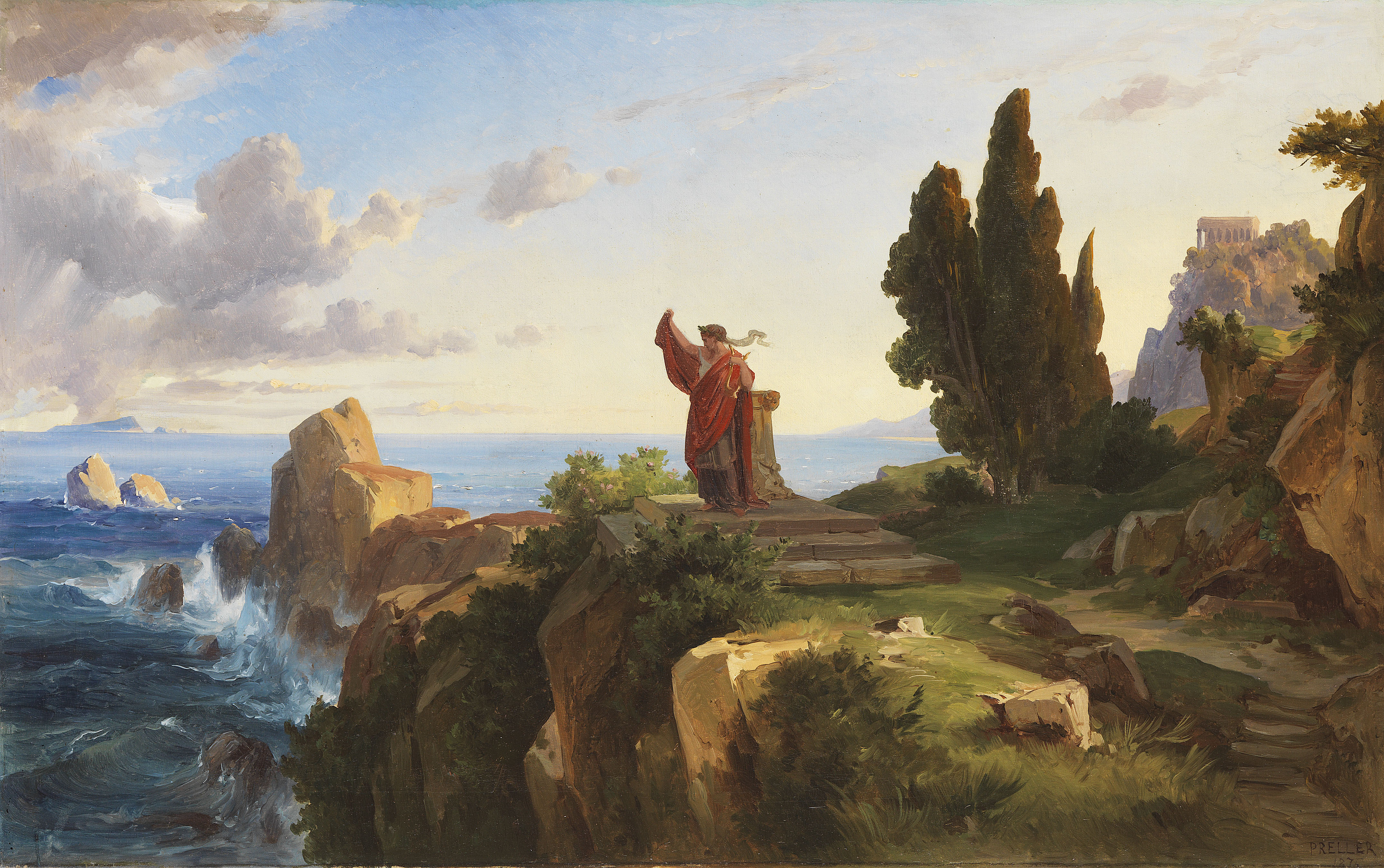
Pintura de Friedrich Preller der Jüngere que representa la muerte de Safo, 1876. El lugar donde se dice que Safo se arrojó al mar es una de las pocas playas lésbicas del mundo.